# Federico Barbaro
Federico Barbaro, nacido en Cimpello en 1913, fue salesiano, maestro y traductor. Hizo su profesión religiosa en 1931, después de sus estudios filosóficos en la Gregoriana de Roma. En 1935 fue enviado como misionero a Japón. Fue ordenado sacerdote en Tokio en 1941 y se dedicó a la enseñanza. Dirigió la versión completa de la Biblia en lengua popular japonesa moderna. Realizó estudios filosóficos en la Pontificia Universidad Gregoriana de Roma. 
- Datos: Q1062642